# Avenida Paulo Faccini
A Avenida Paulo Faccini, em Guarulhos, é uma via arterial perpendicular ao centro da cidade que conecta regiões e bairros ao norte, mais afastadas do centro, à Rodovia Presidente Dutra, passando pelos bairros Picanço, Macedo, Cidade Maia e Centro. A via se inicia ao norte, em um cruzamento com a Avenida Salgado Filho e segue rumo ao sul, onde atravessa pelo Viaduto Professor Antônio Veronezi, e termina no entroncamento com a Via Dutra entre os quilômetros 218 e 219. A avenida se conecta a outras vias importantes da cidade, como a Avenida Tiradentes, Avenida Salgado Filho, Avenida Monteiro Lobato e Avenida Papa João XXIII, desempenhando papel crucial no transporte urbano, com milhares de veículos cruzando suas pistas a cada hora.

## História
Há decadas antes de receber o atual nome, a via já existia como uma via local de ligação simples cortando a região central da cidade, sendo considerada uma via qualquer. A via como é conhecida atualmente surgiu como produto do Plano Diretor de Desenvolvimento Integrado (PDDIG) de 1969 da cidade de Guarulhos que, entre várias outras avenidas e projetos, contemplava o alargamento e modernização da avenida para ser utilizada como via expressa da cidade, ligando os bairros ao norte do centro à região sul. O plano também contemplava a ligação da via norte-sul (Av. Paulo Faccini) às "avenidas à margem do Rio Tiête" (fazendo referência às Rodovias Presidente Dutra e Ayrton Senna), o que resultou na construção do Viaduto Cidade de Guarulhos. O plano diretor tinha como objetivo criar um anel viário ao redor do centro histórico de Guarulhos e, para isso, utilizou as avenidas Tiradentes, Paulo Faccini e Antônio de Souza. As obras de modernização e revitalização da avenida foram iniciadas em 1970, com a sua nomeação da forma que é conhecida atualmente dando-se em homenagem a um imigrante italiano chamado Paulo Faccini que, fugindo dos conflitos europeus por volta de 1912, chegou à Guarulhos em 1914. Começando e progredindo a sua carreira como empreiteiro, investiu na infraestrutura local e no transporte público da região com o passar dos anos, até falecer em 1973. Em sua homenagem, Waldomiro Pompeo, prefeito da cidade na época, deu à pista inaugurada no mesmo ano o nome de Paulo Faccini.

## Atualmente

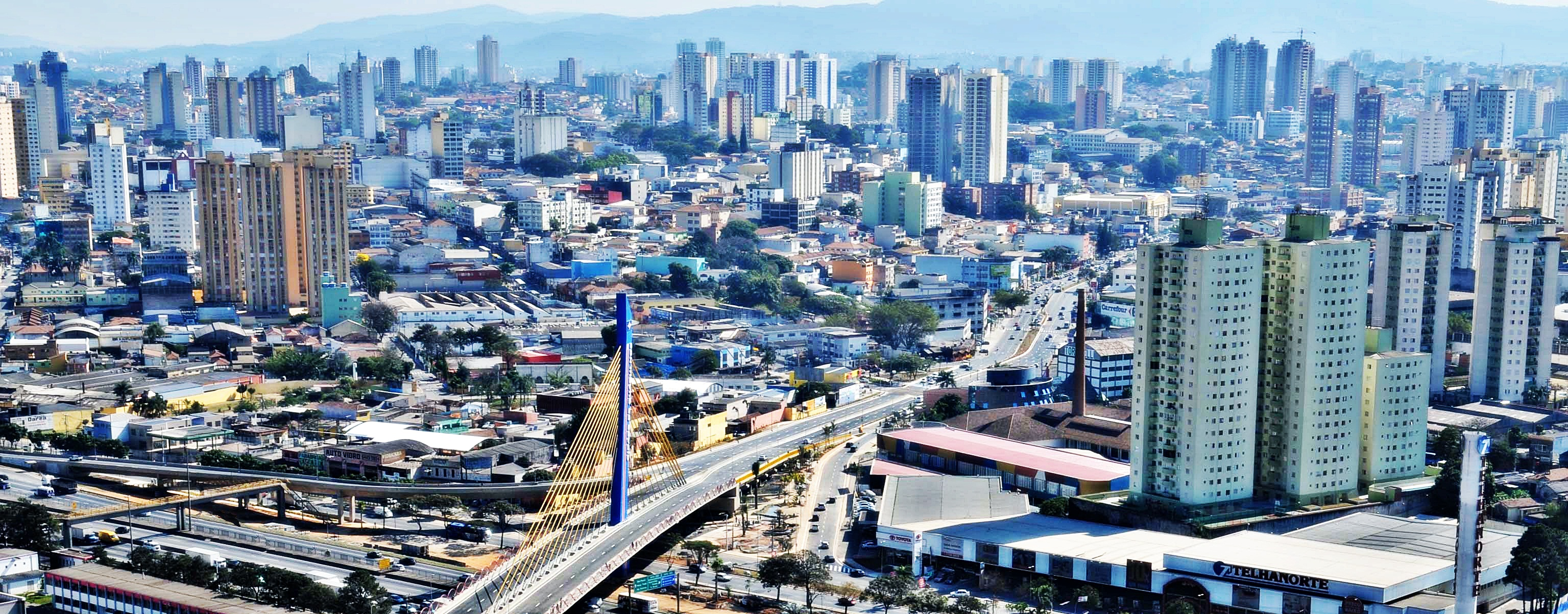
Vista aérea do centro de Guarulhos com a Av. Paulo Faccini no centro da imagem e o Viaduto Prof° Antônio Veronezi à esquerda.

Hoje em dia, a via é uma das mais populares e movimentadas da cidade, com diversos bancos e opções comerciais, acadêmicas e gastronômicas, sendo reconhecida como uma via em área nobre na cidade, com um alto preço por metro quadrado de terreno em suas regiões circundantes. Além disso, a avenida conta com o Bosque Maia em sua margem, o maior e mais bem conhecido parque e área de lazer em Guarulhos. Por esses motivos a avenida é conhecida como a "Avenida Paulista" da cidade de Guarulhos, sendo considerada o cartão postal e amostra geral do que o município tem a oferecer. Além disso, durante eventos especiais e datas comemorativas específicas, como o Carnaval, a pista pode ser interditada para veículos ao longo de toda a sua extensão para receber turistas e moradores que queiram comemorar, além de sediar competições, desfiles e marchas.

## Infraestrutura Atual e Futura
Atualmente, a avenida conta com 2 pistas contendo 3 faixas de rolamento e uma faixa de bicicletas cada, sendo cada uma das pistas separada por uma ilha de tráfego que acompanha a avenida do início ao fim. Possuindo um limite de velocidade máximo de 50 km/h, a via é também monitorada com radares e possui paradas de ônibus que são atendidas tanto por linhas municipais quanto por intermunicipais, conectanto a região a diversos terminais de ônibus e outras regiões da metrópole. Atualmente, abaixo da via, passa o Córrego dos Cubas, que possui parte exposta dentro do Bosque Maia mas que, devido à urbanização intensa do bairro ao seu redor, teve que ser canalizado (em partes) para debaixo da avenida, o que, em casos de chuvas muito intensas, causa alagamentos na região. Futuramente Guarulhos será atendida pela Linha 19-Celeste do metrô que, em sua extensão, contará com uma estação nas mediações da Avenida Paulo Faccini, atendendo ao Bosque Maia. Devido a isso, readequações serão feitas nas vias do entorno, como a própria Paulo Faccini e a Avenida Tiradentes, o que resultará na construção de um túnel por baixo da interseção, e na remodelagem do cruzamento entre as duas avenidas. Atualmente, parte do plano diretor que envolvia a Avenida Paulo Faccini ainda não foi cumprida, com a sua conexão com a Rodovia Ayrton Senna em falta, contudo, de acordo com o prefeito de Guarulhos Lucas Sanches, negociações estão acontecendo entre a prefeitura municipal e o governo estadual de São Paulo para concretizar esses planos.